# Trichoniscus voltai
Trichoniscus voltai är en kräftdjursart som beskrevs av Arcangeli 1948B. Trichoniscus voltai ingår i släktet Trichoniscus och familjen Trichoniscidae. Inga underarter finns listade i Catalogue of Life.